# Délvidéki Emlékérem

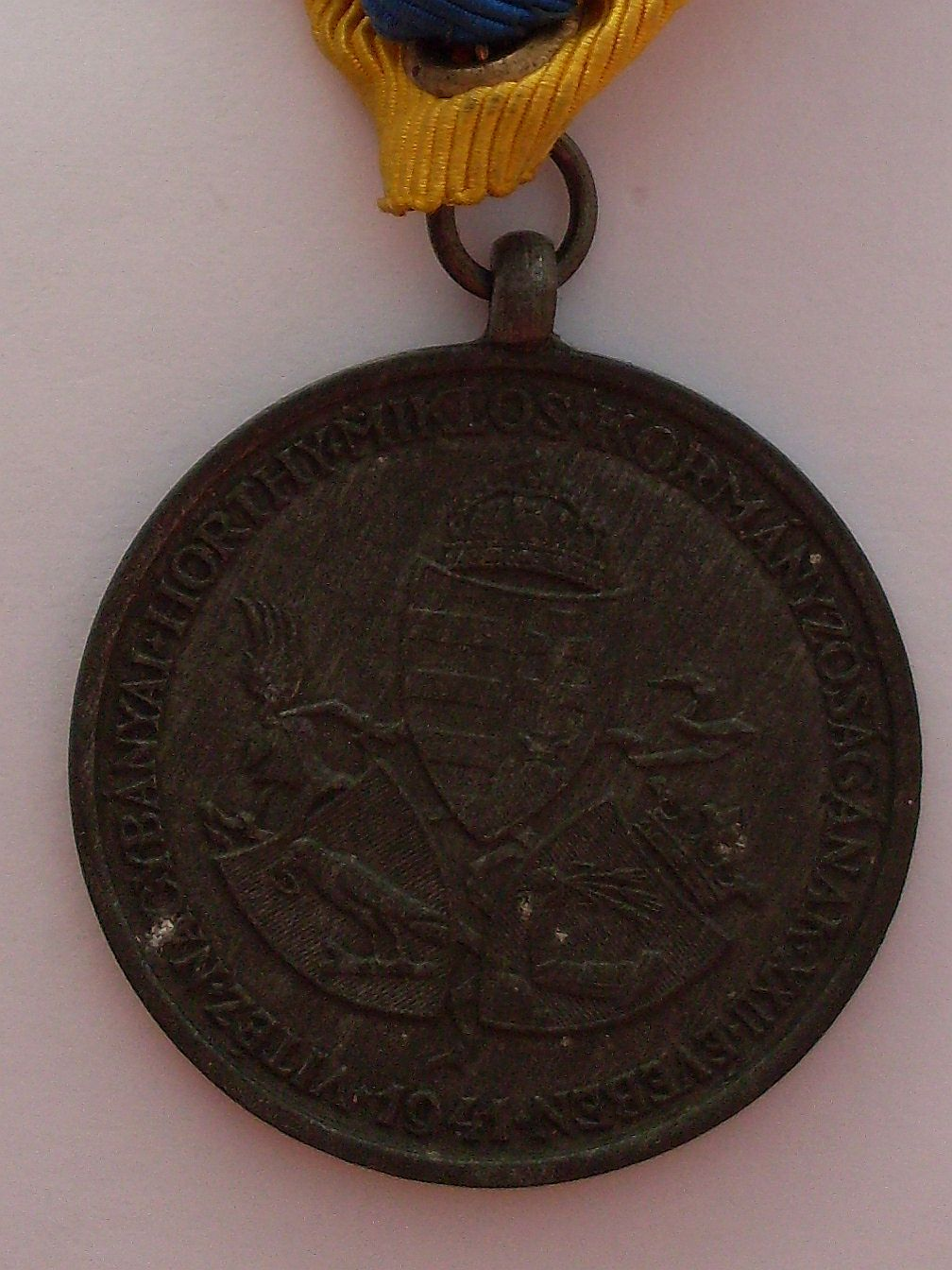
A kitüntetés hátoldala

A Délvidéki Emlékérem az 1941-es Jugoszlávia elleni, német szövetségben végrehajtott támadásban részt vevő honvédség és csendőrség személyi állománya részére alapított katonai kitüntetés.

## Az elismerés története
Magyarország 1941. április 11-én kezdte meg a Délvidék visszafoglalását, azt követően, hogy Németország április 6-án megtámadta Jugoszláv Királyságot, majd április 10-én Horvátország proklamálta önállóságát. Így Magyarország nem szegte meg az 1940. december 12-én kötött örökbarátsági egyezményt, mivel a támadás azután történt, hogy az a Jugoszlávia, amellyel Magyarország az egyezményt kötötte, már megszűnt létezni. A kérdés viszont nem volt egyértelmű, Teleki Pál miniszterelnök számára megoldhatatlan dilemmát jelentett, és minden bizonnyal ez vezetett április 3-i öngyilkosságához.
A hadvezetés által a megvalósított revíziós törekvésekkel párhuzamosan kitüntetéseket alapított és így kerültek időben adományozásra először a Felvidéki Emlékérem (1938), majd az Erdélyi Emlékérem (1940), és legvégül a Délvidéki Emlékérem. A Szovjetunió megtámadása után, 1941 novemberében megalapításra kerül a Tűzkereszt, mely harctéri kitüntetés és a fegyveres frontszolgálatért, a haza védelmében szenvedett sebekért és rokkantságért adományozták. Az emlékérmeket azok kaphatták meg, akik a területek visszafoglalásával kapcsolatos mozgósítások során állomáshelyüket a birtokbavétellel kapcsolatos tevékenység érdekében elhagyták.

### Az emlékérem
A matt fémszínű szürke ötvözött ón érem elölnézeti oldalán a „Nándorfehérvári Győző” Hunyadi János lovas képe látható, mellette felirat Hunyadi János. A körfelirat rajta „Magyar Délvidék Visszafoglalása Emlékére”. Az érem átmérője 36 milliméter. A hátoldalon koronázott háromszögű pajzson magyar kiscímer, alatta balra döntött háromszögű pajzson a Hunyadi-címer, jobbra döntött háromszögű pajzson a Horthy-címer látható. Az érme nagy körkörös feliratán szerepel a „Vitéz nagybányai Horthy Miklós kormányzóságának XXII. évében 1941” ajánlás. Az éremhez tartozó szalag háromszögletű, 40 mm széles, balról kék, jobbról sárga színű. Viselési sorrendjét illetően a 27.897/eln. 2/r. - 1943. sz. körrendelet adott szabályozást. A kitüntetés viselését a jelenleg hatályos szabályozás nem engedi meg.

### Érdekesség
A Délvidék visszafoglalásakor, 1941. április 11-én leventék is részesültek elismerésben. Kajdács János kőműves segéd, Krémer György kereskedőtanuló, Matheis György cipészsegéd, Vajda Béla cipészsegéd Beremend községben, a szerb határ mellett egy őrsön összekötő és figyelő beosztást teljesítettek. Sehogy se tetszett leventéknek a fapuska, hiszen fegyveres ellenséggel állottak szemben, ezért, amikor az őrs támadásra indult, ők is bátran elindultak az ellenség felé, mely tűz alá vette őket. A fiatal fiúk a süvítő golyózáporban is bátran segítettek lefegyverezni a szembenálló ellenséges szerb őrsöt. A tőlük elvett fegyverekkel és lőszerekkel felszerelve, továbbra is részt vettek az őrs támadásában és ezzel együtt Petárda községben áttörtek az első szerb erődvonalon. A négy bátor levente is a menekülő szerb katonák után vetette magát s egészen a második erődvonalig üldözte őket. Itt is felvették a tűzharcot. Egy negyven-ötven főből álló ellenséges csapat be akarta keríteni a támadó határvadászok balszárnyát, és a négy bátor leventét. Ezt idejében észrevették, de nem ijedtek meg. Gyors elhatározással állást foglaltak és megkezdték a tűzharcot. Nyugodtan, izgalom nélkül céloztak. Kitűnően célzott lövéseikkel elhárították az ellenség bekerítő mozdulatát. Hősies cselekedetükről értesítették a Kormányzó Urat is, aki a leventeparancsnokság előterjesztésére vitéz és bátor magatartásukért a Bronz Vitézségi Érmet adományozta nekik, valamint megkapták a Délvidéki Emlékérmet is.

## Kitüntetettek
Az elismerést a hadműveletekben részt vevő több ezer honvéd és csendőr kapta meg, az alábbi felsorolás a magyar nyelvű wikipédián önálló szócikkel rendelkező elismerteket tartalmazza:
- Dalos Ferenc őrmester
- Farkas Endre vk. őrnagy
- Duska László százados
- Tapody Lajos főtörzsőrmester

A jelenlegi törvényi szabályozás nem teszi lehetővé viselését, tiltott kitüntetés.